# Mathilde Gremaud
Pour les articles homonymes, voir Gremaud.
Mathilde Gremaud, née le 8 février 2000 à Fribourg, est une skieuse acrobatique suisse.
Elle est championne olympique de slopestyle en 2022 à Pékin.
Elle est également médaillée d'argent de slopestyle aux Jeux olympiques d'hiver de 2018 et médaillée de bronze en Big Air aux Jeux olympiques d'hiver de 2022. Le 28 février 2023, elle est devenue la première skieuse acrobatique à détenir à la fois les titres de championne du monde et championne olympique de slopestyle après avoir remporté l'or dans les deux épreuves,.

## Biographie
Elle grandit à La Roche et sur les pistes de La Berra, dans le canton de Fribourg. En 2016, elle intègre l’école de sport-étude à Engelberg,. Elle étudie à distance l'administration des affaires.
Hospitalisée après une lourde chute à l'entraînement le 16 février 2018, Mathilde Gremaud remporte la médaille d'argent de ski slopestyle le 17 février.
Le 14 septembre 2020, Mathilde devient la première femme à réaliser un Switch Double Cork 1440, soit deux tours au-dessus de la tête et quatre rotations autour de l'axe horizontal, abordé en arrière, lors d'un entraînement à Saas-Fee. Ayant eu l'idée de ce saut l'hiver précédent, elle s'est entraînée spécifiquement durant l'été afin de perfectionner ses mouvements et de pouvoir réaliser le saut sur la neige,. Le 29 janvier 2021, elle parvient à réitérer son saut en compétition lors des Winter X Games à Aspen et récolte sa troisième médaille d'or.
Quelques semaines plus tard aux Jeux olympiques d'hiver de 2022, Mathilde Gremaud remporte sa deuxième médaille olympique avec le bronze sur le Big air, puis l'or en slopestyle.

## Palmarès

### Jeux olympiques
| Édition / Épreuve   | Slopestyle | Big Air                          |
| ------------------- | ---------- | -------------------------------- |
| JO 2018 Pyeongchang | Argent     | Épreuve inexistante à cette date |
| JO 2022 Pékin       | Or         | Bronze                           |

Légende :
- : première place, médaille d'or
- : deuxième place, médaille d'argent
- : troisième place, médaille de bronze
- : pas d'épreuve

### Championnats du monde
| Épreuve / Édition           | Slopestyle | Big Air                          |
| Mondiaux 2017 Sierra Nevada | 5e         | Épreuve inexistante à cette date |
| Mondiaux 2019 Park City     | Annulée    | 7e                               |
| Mondiaux 2021 Aspen         | Argent     | 24e                              |
| Mondiaux 2023 Bakuriani     | Or         | 8e                               |
| Mondiaux 2025 Engadine      | Or         |                                  |

Légende :
- : première place, médaille d'or
- : deuxième place, médaille d'argent
- : troisième place, médaille de bronze
- : pas d'épreuve
- — : Non disputée par Mathilde Gremaud

### Coupe du monde
- 1 gros globe de cristal :
  - Vainqueur du classement Freeski Park & Pipe en 2024.
- 2 petits globe de cristal :
  - Vainqueur du classement slopestyle en 2024.
  - Vainqueur du classement big air en 2024.
- 27 podiums dont 14 victoires

| Saison / Classement | Général | Général | Général Park & Pipe | Général Park & Pipe | Big air | Big air | Slopestyle | Slopestyle |
| Saison / Classement | Class.  | Points  | Class.              | Points              | Class.  | Points  | Class.     | Points     |
| ------------------- | ------- | ------- | ------------------- | ------------------- | ------- | ------- | ---------- | ---------- |
| 2015-2016           | 158e    | 02,40   | —                   | —                   | —       | —       | 35e        | 12         |
| 2016-2017           | 21e     | 37,50   | —                   | —                   | 3e      | 225     | 6e         | 172        |
| 2018-2019           | 22e     | 40,00   | —                   | —                   | 2e      | 200     | 4e         | 192        |
| 2019-2020           | 19e     | 40,00   | —                   | —                   | 2e      | 200     | 4e         | 146        |
| 2020-2021           | —       | —       | 2e                  | 159                 | 5e      | 45      | 5e         | 114        |
| 2021-2022           | —       | —       | 36e                 | 76                  | —       | —       | 16e        | 76         |
| 2022-2023           | —       | —       | 4e                  | 337                 | 2e      | 140     | 4e         | 197        |
| 2023-2024           | —       | —       | 1re                 | 600                 | 1re     | 380     | 1re        | 380        |
| 2024-2025           | —       | —       | 4e                  | 342                 | 6e      | 202     | 8e         | 140        |

| Saison / Épreuve | Big air            | Slopestyle                      | Total |
| ---------------- | ------------------ | ------------------------------- | ----- |
| 2016-2017        | Québec             |                                 | 1     |
| 2018-2019        | Modène Québec      | Mammoth Mountain                | 3     |
| 2019-2020        | Modène Atlanta     |                                 | 2     |
| 2022-2023        |                    | Tignes                          | 1     |
| 2023-2024        | Coire Pékin Tignes | Stubaital Laax Mammoth Mountain | 6     |
| 2024-2025        | Coire              |                                 | 1     |
| Total            | 9                  | 5                               | 14    |

### X Games
| Édition / Épreuve                 | Big air | Slopestyle |
| --------------------------------- | ------- | ---------- |
| X Games Norvège 2017 (de) Hafjell | Or      | 6e         |
| Winter X Games XXIII Aspen, CO    | Or      | 6e         |
| X Games Norvège 2019 (de) Fornebu | Bronze  | —          |
| Winter X Games XXIV Aspen, CO     | Argent  | 5e         |
| X Games Norvège 2020 (de) Hafjell | —       | Argent     |
| Winter X Games XXV Aspen, CO      | Or      | 5e         |